# Clodoaldo
Pour les articles homonymes, voir Tavares.
Clodoaldo Tavares de Santana, plus connu sous le nom de Clodoaldo, né le 26 septembre 1949 à Aracaju (Brésil), est un footballeur brésilien. 
Ancien milieu défensif au Santos FC, il remporte la Coupe du monde de 1970 avec l'équipe du Brésil.

## Biographie

### En club
Clodoaldo commence sa carrière professionnelle au Santos FC, le club de Pelé. Il y devient titulaire en 1967, à 18 ans, en remplacement de l'emblématique Zito, et y réalise l'essentiel de sa carrière, puisqu'il ne quitte le club que fin 1979. Il fait alors partie d'une des meilleures équipes du monde, qui remporte notamment la Supercoupe des champions intercontinentaux en 1968 et 1969 face au CA Peñarol, au Racing Club et l'Inter Milan, et le championnat de São Paulo à cinq reprises. Il dispute au total 510 matchs pour Santos, et inscrit 13 buts. Dans les années 1990, il apparaît deux fois dans l'équipe-type du XXe siècle du Santos FC, publiée par les magazines Placar en 1994 et Lance! en 1999. 
Une blessure et une opération au genou, à 29 ans, mettent un terme à sa carrière au haut niveau. Il signe en 1980 au Tampa Bay Rowdies, en Ligue nord-américaine de football (NASL). Il y reste une seule saison et retourne honorer un dernier contrat au Brésil, au Nacional FC de Manaus. Après sa retraite sportive, il intègre l'équipe de direction du Santos FC. Il occupe le poste d'entraîneur en intérim à deux reprises, en 1979 et 1982.

### En équipe nationale

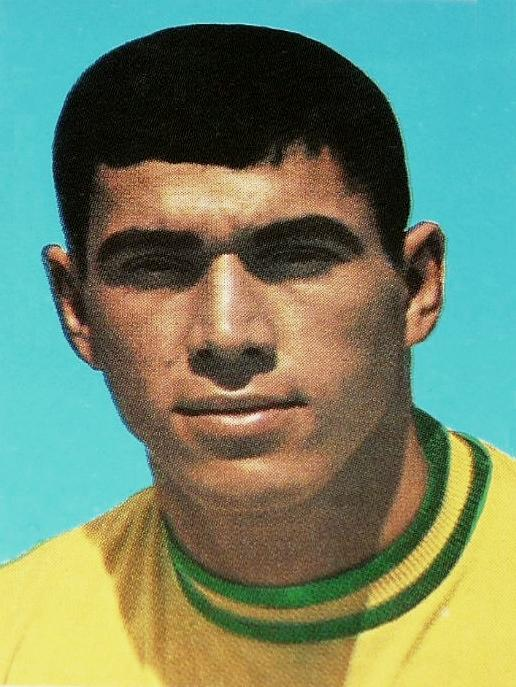
Clodoaldo en 1970.

Entre 1969 et 1974, il compte 38 sélections avec l'équipe du Brésil (pour un but).
À seulement 20 ans, Clodoaldo est titulaire lors de la Coupe du monde 1970, aux côtés de Gérson au milieu de terrain. Il marque le but égalisateur contre l'Uruguay en demi-finale, et réalise une action décisive sur le fameux but de Carlos Alberto Torres en finale au cours de laquelle il dribble quatre Italiens. Il remporte également la Copa Roca en 1971 (titre partagé avec l'Argentine) puis la Coupe de l'Indépendance, grand tournoi amical organisé par le Brésil en 1972.
Quatre ans plus tard, il doit déclarer forfait pour l'édition suivante de la Coupe du monde, sur blessure, et laisse sa place à Mirandinha (en). Il honore sa dernière sélection officielle face à la Grèce en avril 1974 et effectue sa 53e et dernière apparition (officielle et non officielle) avec le Brésil lors d'un match amical face au FC Bâle en juin 1974.

## Palmarès
Équipe du Brésil
- Vainqueur de la Coupe du monde 1970.
- Vainqueur de la Copa Roca en 1971.
- Vainqueur de la Coupe de l'Indépendance en 1972.

Santos FC
- Champion de l'État de São Paulo en 1967, 1968, 1969, 1973 et 1978.
- Supercoupe des champions intercontinentaux en 1969.